# Phyllagathis marumiaetricha
Phyllagathis marumiaetricha är en tvåhjärtbladig växtart som först beskrevs av André Guillaumin, och fick sitt nu gällande namn av Carlo Hansen. Phyllagathis marumiaetricha ingår i släktet Phyllagathis och familjen Melastomataceae. Inga underarter finns listade i Catalogue of Life.